# 盧儲 (瀘州)
盧儲 （1724年—？），四川瀘州會文鄉胡氏村人。乾隆丙子（1756年）科舉人。官至寧海縣長亭場鹽課大使。因同情鹽民疾苦，觸忤上司，乾隆四十五年（1780年）謫戍新疆。